# Stadio di Mazatlán
Lo stadio di Mazatlán (in spagnolo Estadio de Mazatlán), soprannominato El Kraken, è un impianto calcistico messicano situato a Mazatlán, nello stato di Sinaloa. Inaugurato nel 2020, ospita le gare casalinghe del Mazatlán.

## Storia
Nel 2017 iniziarono i lavori per la costruzione di uno stadio calcistico nella città di Mazatlán, nell'ambito di un progetto di ampliamento e modernizzazione delle strutture sportive nello stato di Sinaloa. L'obiettivo era acquistare una franchigia militante nella massima divisione messicana e spostarne la sede in città, dove al momento esisteva solo il Pacific FC, società nata nel 2017 dalle riserve del Murciélagos trasferitasi a Mazatlán nel 2019 che disputava le proprie gare nello Stadio Teodoro Mariscal, solitamente utilizzato per gli incontri di baseball.
Nel 2020 i lavori vennero accelerati in modo da avere lo stadio pronto in vista della stagione 2020-2021 ed il 2 giugno venne confermata la nascita del Mazatlán Fútbol Club grazie all'acquisizione della licenza del Monarcas Morelia. Il 7 luglio seguente il Mazatlán F.C. annunciò che lo stadio, inizialmente nominato Stadio di Mazatlán, si sarebbe chiamato El Kraken.